# Манівецький заказник
Маніве́цький зака́зник — гідрологічний заказник місцевого значення в Україні. Об'єкт природно-заповідного фонду Хмельницької області. 
Розташований у межах Хмельницького району Хмельницької області, неподалік від села Манівці. 
Площа 249 га. Статус присвоєно згідно з рішенням обласної ради народних депутатів від 17.12.1993 року № 3. Перебуває у віданні: Антонінська селищна рада. 
Статус присвоєно для збереження водно-болотного природного комплексу на заплаві річки Ікопоть. 